# Коротконосі бандикути
Isoodon (коротконосий бандикут)  — рід з родини Бандикутових.

## Опис
Розміри у різних видів коливаються: довжина тулуба — 24–41 см, хвоста — 9–18 см, вага — 1,1–1,4 кг. Спина має колір жовто-бурий або темно-бурий, черево — білувате. Морда коротка, широка, хвіст — короткий. Підошви задніх ніг — голі. Торба самки відчиняється як взад, та і вперед.

## Спосіб життя
Живе у заростях та чагарниках, в сухих місцевостях. Полюбляє густу траву вдовж рік та боліт. Харчується шкідливими комахами та їх личинками, чим приносить користь людям. В цілому це довірливі та привітні тварини.
Кубло будує із сухих гілочок, листя та трави. Народжують цілий рік. У середньому 4–8 дитинчат.

## Розповсюдження
Це ендемік Австралії. Зустрічається у північний, західній та східній частинах країни, зокрема у Квінсленді, Новому Південному Уельсі, штаті Вікторія.

## Етимологія
З грецьк. isos, ἴσος — рівний і odon, ὀδών — зуб.